# Ió (Plató)
Ió (o Sobre la Ilíada) és un diàleg de Plató pertanyent a la sèrie anomenada primers diàlegs, escrits en l'època en què l'autor era encara jove. La data exacta roman, no obstant això, incerta. Segons alguns detalls presents en el text, especialment sobre la dominació dels atenesos sobre Efes o del nom d'alguns generals estrangers reclutats per Atenes, el diàleg sembla desenvolupar-se cap al 401 aC.

## Personatges
- Sòcrates

- Ió: és un rapsode, és a dir, un artista que va de ciutat en ciutat recitant poemes èpics a la població. És originari de la ciutat d'Efes, que en aquells moments es trobava sota dominació atenenca. Ió acaba de guanyar el premi de la recitació als jocs d'Epidauros pel seu excel·lent coneixement d'Homer i extreu d'això una vanitat incommensurable, que Sòcrates va desmuntant progressivament. Aquest personatge, fora de la seva aparició al diàleg de Plató que duu el seu nom, ens és totalment desconegut: pot haver realment existit, o bé pot haver nascut de la imaginació de Plató amb la finalitat de caricaturitzar el conjunt dels rapsodes.

## El diàleg: definir l'art del poeta i del rapsode
Ió tracta sobre la poesia i s'interroga més específicament sobre la naturalesa de la font d'on els poetes treuen el seu talent. ¿És la poesia un art o és solament una qüestió d'inspiració?

### Escena introductòria
El rapsode Ió d'Efes ve de la ciutat d'Epidauros, on acaba de guanyar el premi de la recitació en ocasió de les festes d'Asclepi, gràcies al seu domini sense paral·lel de la Ilíada i de l'Odissea. Es creua amb Sòcrates i, orgullós, li informa del seu èxit. Amb la seva habitual ironia, Sòcrates admet envejar el destí dels rapsodes, que dediquen la seva vida sencera a recitar i comentar les obres mestres dels més grans poetes.

### Qui s'hagi tornat autoritat en un art per complet, pot jutjar totes les parts d'aquest art
Sòcrates reconeix que l'extensió dels coneixements de Ió sobre Homer és, sens dubte, admirable. Però, ¿coneix ell tan bé altres poetes, com per exemple Hesíode o Arquíloc de Paros? Ió reconeix tenir llacunes respecte d'ells, ja que els altres poetes no l'interessen i no ha estudiat mai altra cosa que no siguin les epopeies d'Homer. Sòcrates li fa, llavors, adonar-se que els tres poetes parlen, no obstant això, de coses notablement semblants, tals com la guerra, les relacions mútues dels humans o les relacions que els déus tenen entre si. ¿Per què, llavors, no podria Ió ser competent per a comentar Hesíode i *Arquíloc tan bé com Homer? Després de tot, el matemàtic pot, per exemple, distingir sense dificultat entre qui parla correctament dels nombres i qui parla incorrectament. El metge, igualment, pot diferenciar entre les opinions veritables i les falses sobre els aliments convenients a la salut. I, per fi, un escultor és susceptible d'apreciar i jutjar qualsevol escultura, sense importar-ne l'autor. En suma, resumeix Sòcrates, qui s'hagi tornat autoritat en un art per complet pot jutjar totes les parts d'aquest art i precisar les qualitats i els defectes de qualsevol artista.

### La poesia no és un efecte de l'art sinó de la inspiració divina
¿Per quina raó Ió no és capaç de jutjar el valor de qualsevol poeta? La resposta, per a Sòcrates, s'imposa per si mateixa: és, diu, perquè el poeta i el rapsode, igual que els profetes, no extreuen el seu talent d'un art o d'una ciència, sinó d'una inspiració que els és comunicada pels déus. Els poetes i els rapsodes ocupen el rol d'intèrprets entre els déus i la població, cosa que té l'efecte de crear una veritable “cadena d'inspirats”: els déus i les muses, primer, insuflen la inspiració en l'esperit dels poetes, que escriuen els seus versos sota la influència d'aquesta força sobrenatural. Els rapsodes, després, van de ciutat en ciutat recitant poemes i, posseïts per la mateixa inspiració divina, comuniquen una part del seu fervor a la població. La inspiració poètica és, per tant, semblant a l'imant, que pot atreure un anell de ferro, que és al seu torn imantat i pot atreure un nou anell. És aquesta la raó per la qual els poetes es dediquen generalment a un sol gènere (ditirambes, panegírics, epopeies, etc.), perquè no poden tenir èxit més que en l'únic domini al qual les muses els han empès. ¿No ha escrit, per exemple, el gran Tínic de Calcis, només un poema digne de memòria al llarg de la seva vida, però un dels més bells que existeixen? Ió, per la seva banda, ha estat orientat per la seva musa cap al coneixement d'Homer, i heus aquí per què no té ni la necessitat ni l'impuls d'estudiar una altra cosa.

### Ió intenta defensar-se

#### Segons Ió, només la recitació seria resultat de la inspiració divina, no la interpretació
Ió, si bé admirat per les idees desenvolupades per Sòcrates, no es confessa més que convençut a mitges pel que acaba d'escoltar. Reconeix de bona gana que la part del seu ofici que consisteix a recitar poemes podria ser el resultat d'una inspiració divina, perquè sent amb una extraordinària intensitat totes les coses que conta, arribant a riure o a plorar segons el passatge que reciti.
Pel que fa a la seva segona missió, que és la d'interpretar els poemes i la de fer l'elogi d'Homer, afirma que es tracta d'un veritable art que requereix un llarg aprenentatge, com qualsevol altra ciència.

#### Segons Sòcrates, el rapsode no és mai el més savi per a jutjar i comentar un text
Sòcrates vol immediatament provar-li el contrari. Al passatge de la Ilíada en el qual Nèstor recomana al seu fill Antíloc que vagi amb compte durant la cursa de cavalls organitzada en honor de Pàtrocle (Ilíada, XXIII, 335), ¿qui, el rapsode o el conductor, és el més apte per a jutjar sobre els propòsits d'Homer? És, reconeix Ió, evidentment, el conductor. De la mateixa manera, quan Hecamede, la concubina de Nèstor, oferix una poció per a calmar la ferida de Macaó (Ilíada, XI, 630) correspon al metge i no al rapsode jutjar si Homer domina bé el tema. No hi ha, així, un sol passatge en què el conductor, el metge, el fuster o l'endeví no siguin més competents que el rapsode per a decidir si Homer diu o no la veritat. Si, malgrat la ignorància de totes aquestes ciències, Ió arriba, no obstant això, a comentar aquest gran poeta amb tant de talent, és doncs forçosament perquè extreu la seva inspiració dels déus.

### L'última objecció de Ió: el rapsode i el general comparteixen el mateix art
Confós per la dialèctica de Sòcrates, Ió intenta plantejar una última objecció. El rapsode no és tal vegada el millor situat per a jutjar tots aquests passatges, però sabrà apreciar el llenguatge que «convé tant a l'home com a la dona, a l'esclau com a l'home lliure, al subaltern com al cap».
Però, continua el despietat Sòcrates, ¿qui, entre el rapsode i el pilot, és el més competent per a comandar als marins? El capità. I, ¿qui, el rapsode o el general, pot parlar-li millor als soldats? El rapsode, respon Ió, en aquest domini, és tan competent com el general. Interrogat per Sòcrates, és de seguida conduït a concloure que l'art del rapsode i l'art de la guerra són un sol i mateix art, i que, sent ell el millor rapsode de Grècia, és també el millor general.
¿Per què, llavors, pregunta Sòcrates amb una seriositat perfecta, els atenesos no han anat fa temps a buscar Ió para posar-lo al capdavant de l'exèrcit? És, explica el pobre Ió, perquè, sent originari de la ciutat d'Efes, dominada pels atenesos, difícilment el nomenarien general. Però, respon Sòcrates, ¿no coneix per ventura Ió Apolodor de Cízic, a qui els atenesos han escollit per general malgrat ser estranger? 
Ja exhaust Ió, Sòcrates li planteja un dilema: o bé Ió és injust, perquè coneixent tan bé Homer i havent-li promès demostrar-li-ho, no compleix la seva promesa; o bé és un home diví, que no deu el seu elogi d'Homer a l'art sinó a la inspiració. En triar Ió la segona opció, Sòcrates li concedeix irònicament el títol d'home diví, i el diàleg finalitza.

## Contingut filosòfic
La qüestió abordada en Ió no és sinó un dels aspectes de la idea general que Plató es fa de totes les disciplines diferents a la filosofia. Només aquesta última es revela capaç d'arribar a la ciència última, la del bé i el mal, contràriament a la poesia o a la retòrica.
Com en molts dels altres diàlegs de joventut, Plató s'ocupa més del plaer de contradir i ridiculitzar les opinions dels seus adversaris que d'oferir alternatives convincents. L'asserció segons la qual la poesia és únicament font d'inspiració, i no d'art o ciència, és menyspreadora respecte del treball del poeta i està ràpidament establerta.
L'autenticitat de Ió ha estat llargament posada en dubte al segle xix, especialment a causa de la contradicció que apareix amb Fedre, en què Sòcrates fa un magnífic elogi dels poetes. Goethe, en particular, rebutja la tosquedat dels trets dels personatges: Ió, d'una banda, d'una niciesa inefable i, per l'altra, un Sòcrates d'una malvolença poc habitual.
Aquest diàleg conserva, no obstant això, un lloc de preferència en la biblioteca platònica, tant per la cèlebre metàfora de l'imant com per la vivacitat de l'estil.